# Lijst van gemeentelijke monumenten in Den Haag
De gemeente Den Haag heeft 955 gemeentelijke monumenten. Hieronder een overzicht. 

## Centrum
Het stadsdeel Centrum kent 731 gemeentelijke monumenten, zie de lijst van gemeentelijke monumenten in Den Haag Centrum.

## Escamp
Het stadsdeel Escamp kent 16 gemeentelijke monumenten, zie de lijst van gemeentelijke monumenten in Escamp.

## Haagse Hout
Het stadsdeel Haagse Hout kent 30 gemeentelijke monumenten, zie de lijst van gemeentelijke monumenten in Haagse Hout.

## Laak
Het stadsdeel Laak kent 8 gemeentelijke monumenten, zie de lijst van gemeentelijke monumenten in Laak.

## Leidschenveen-Ypenburg
Het stadsdeel Leidschenveen-Ypenburg kennen 15 gemeentelijke monumenten:
| Object                                                                                 | Bouwjaar         | Architect | Locatie                 | Coördinaten                  | Nr.        | Afbeelding                                                              |
| -------------------------------------------------------------------------------------- | ---------------- | --------- | ----------------------- | ---------------------------- | ---------- | ----------------------------------------------------------------------- |
| Boerenhoeve                                                                            | circa 1915       |           | Brasserskade 227        | 52° 1' 42" NB, 4° 21' 48" OL | 0518/WN601 | Boerenhoeve                                                             |
| Voormalig boerenhoeve bestaande uit een erf met langhuisboerderij en diverse opstallen | 1907             |           | Brasserskade 237        | 52° 1' 54" NB, 4° 22' 10" OL | 0518/WN602 | Upload foto                                                             |
| Voormalig boerenhoeve bestaande uit een erf met T-huisboerderij                        | 1917             |           | Brasserskade 243        | 52° 2' 8" NB, 4° 22' 47" OL  | 0518/WN603 | Upload foto                                                             |
| Voormalig boerenhoeve Anna's Hoeve                                                     | circa 1900       |           | Dwarskade 12            | 52° 2' 13" NB, 4° 23' 20" OL | 0518/WN604 | Upload foto                                                             |
| Op eigen erf in de Lage Broekpolder gelegen vrijstaande arbeiderswoning                | circa 1900       |           | Dwarskade 16            | 52° 2' 12" NB, 4° 23' 23" OL | 0518/WN605 | Op eigen erf in de Lage Broekpolder gelegen vrijstaande arbeiderswoning |
| T-huisboerdeij                                                                         | 1875-1899        |           | Dwarskade 34            | 52° 2' 7" NB, 4° 23' 28" OL  | 0518/WN606 | T-huisboerdeij                                                          |
| Langhuisboerdeij                                                                       | 1875-1899        |           | Dwarskade 46            | 52° 1' 60" NB, 4° 23' 35" OL | 0518/WN607 | Upload foto                                                             |
| Vrijstaand landhuis in eclectische stijl                                               | circa 1900-1915  |           | Jan Thijssenweg 8       | 52° 3' 14" NB, 4° 20' 43" OL | 0518/WN608 | Upload foto                                                             |
| Boerenhoeve                                                                            | 1875-1899        |           | Roeleveenseweg 8        | 52° 3' 21" NB, 4° 24' 46" OL | 0518/WN890 | Upload foto                                                             |
| Boerenhoeve in neo-renaissance stijl                                                   | 1879; circa 1900 |           | Veenweg 79              | 52° 3' 26" NB, 4° 23' 51" OL | 0518/WN614 | Upload foto                                                             |
| Boerenhoeve                                                                            | 1875-1899        |           | Veenweg 107             | 52° 3' 38" NB, 4° 24' 0" OL  | 0518/WN610 | Upload foto                                                             |
| Boerenhoeve                                                                            | 1882             |           | Veenweg 124             | 52° 3' 30" NB, 4° 23' 57" OL | 0518/WN611 | Upload foto                                                             |
| Boerenhoeve                                                                            | 1875-1899        |           | Veenweg 196             | 52° 4' 6" NB, 4° 24' 28" OL  | 0518/WN612 | Upload foto                                                             |
| Boerenhoeve Oranjestein                                                                | 1900             |           | Veenweg 204             | 52° 4' 14" NB, 4° 24' 38" OL | 0518/WN613 | Boerenhoeve Oranjestein                                                 |
| Boerenhoeve Hoeve Meyvliet in Chaletstijl, neo-renaissance stijl                       | 1882             |           | Westvlietweg 150 en 151 | 52° 3' 24" NB, 4° 20' 56" OL | 0518/WN615 | Boerenhoeve Hoeve Meyvliet in Chaletstijl, neo-renaissance stijl        |

## Loosduinen
Het stadsdeel Loosduinen kent 25 gemeentelijke monumenten, zie de lijst van gemeentelijke monumenten in Loosduinen.

## Scheveningen
Het stadsdeel Scheveningen kent 113 gemeentelijke monumenten, zie de lijst van gemeentelijke monumenten in Scheveningen.

## Segbroek
Het stadsdeel Segbroek kent 17 gemeentelijke monumenten, zie de lijst van gemeentelijke monumenten in Segbroek.